# Hors, Vayots Dzor
Hors là một đô thị thuộc tỉnh Vayots Dzor, Armenia. Dân số ước tính năm 2011 là 312 người.